# Le Grand Attentat
Pour plus de détails, voir Fiche technique et Distribution.
Le Grand Attentat (The Tall Target) est un film américain réalisé par Anthony Mann, sorti en 1951.

## Synopsis
En 1861, le sergent John Kennedy découvre un complot visant à éliminer le président Abraham Lincoln. Face à l'incrédulité et à l'inertie de ses supérieurs, Kennedy mène sa propre enquête, après avoir démissionné de l'armée... 

## Fiche technique
- Titre : Le Grand Attentat
- Titre original : The Tall Target
- Réalisateur : Anthony Mann
- Scénario : Art Cohn, George Worthing Yates (en) et Joseph Losey[1], d'après une histoire de George Worthing Yates (en) et de Geoffrey Homes
- Direction artistique : Cedric Gibbons et Eddie Imazu
- Décors : Edwin B. Willis et Ralph S. Hurst
- Photographie : Paul C. Vogel
- Son : Douglas Shearer
- Montage : Newell P. Kimlin
- Producteur : Richard Goldstone
- Société de production : Metro-Goldwyn-Mayer
- Société de distribution : Metro-Goldwyn-Mayer
- Pays de production :  États-Unis
- Langue originale  : anglais
- Format : Noir et blanc — 35 mm — 1,37:1 —  son Mono (Western Electric Sound System)
- Genre : Film policier historique
- Durée : 78 minutes
- Dates de sortie : 
  - États-Unis : 17 août 1951
  - France : 13 janvier 1974

## Distribution
- Dick Powell : John Kennedy[2]
- Paula Raymond : Ginny Beaufort
- Adolphe Menjou : colonel Caleb Jeffers
- Marshall Thompson : Lance Beaufort
- Ruby Dee : Rachel
- Richard Rober : lieutenant Coulter
- Leif Erickson : L'étranger
- Will Geer : Le chef de train Homer Crowley
- Florence Bates : Charlotte Alsop
- Peter Brocco : Fernandina
- Victor Kilian : Le mécanicien John K. Gannon
- Bert Roach : Un politicien
- Leslie Kimmel : Abraham Lincoln
- Frank Sully : Un messager du télégraphe
- Regis Toomey : inspecteur Tim Reilly
- James Harrison : Allan Pinkerton

Acteurs non crédités :
- Clancy Cooper : Brakeman
- Charles Wagenheim : Télégraphiste
- Katherine Warren : Mme Gibbons